# 1900년 하계 올림픽 노르웨이 선수단
1900년 하계 올림픽 노르웨이 선수단은 프랑스 파리에서 개최된 1900년 하계 올림픽에 참가한 올림픽 노르웨이 선수단이다. 7명의 선수가 2개 종목에 참가하였다.

## 메달 집계

### 종목별 메달 집계
| 종목 |   |   |   | 합계 |
| 사격 | 0 | 2 | 2 | 4    |
| 육상 | 0 | 0 | 1 | 1    |
| 합계 | 0 | 2 | 3 | 5    |

### 메달리스트
| 메달 | 선수                                                                      | 종목 | 세부 종목                 | 날짜     |
| ---- | ------------------------------------------------------------------------- | ---- | ------------------------- | -------- |
|      | 올레 외스트모                                                             | 사격 | 남자 300m 자유소총 입사   | 8월 5일  |
|      | 카를 알베르트 안데르센                                                    | 육상 | 남자 장대높이뛰기         | 7월 15일 |
|      | 올라프 프리덴룬트 올레 세테르 올레 외스트모 톰 시베르그 헬메르 헤르만드센 | 사격 | 남자 300m 자유소총 단체전 | 8월 5일  |
|      | 올레 외스트모                                                             | 사격 | 남자 300m 자유소총 복사   | 8월 5일  |
|      | 올레 외스트모                                                             | 사격 | 남자 300m 자유소총 3자세  | 8월 5일  |

## 사격

### 소총 사격
| 선수                                                                      | 세부 종목            | 점수 | 순위 |
| 올라프 프리덴룬트                                                         | 300m 자유소총 복사   | 287  | 22   |
| 올라프 프리덴룬트                                                         | 300m 자유소총 슬사   | 259  | 27   |
| 올라프 프리덴룬트                                                         | 300m 자유소총 입사   | 271  | 16   |
| 올라프 프리덴룬트                                                         | 300m 자유소총 3자세  | 817  | 24   |
| 올레 세테르                                                               | 300m 자유소총 복사   | 198  | 18   |
| 올레 세테르                                                               | 300m 자유소총 슬사   | 293  | 12   |
| 올레 세테르                                                               | 300m 자유소총 입사   | 239  | 26   |
| 올레 세테르                                                               | 300m 자유소총 3자세  | 830  | 20   |
| 올레 외스트모                                                             | 300m 자유소총 복사   | 329  | 3    |
| 올레 외스트모                                                             | 300m 자유소총 슬사   | 289  | 15   |
| 올레 외스트모                                                             | 300m 자유소총 입사   | 299  | 2    |
| 올레 외스트모                                                             | 300m 자유소총 3자세  | 917  | 3    |
| 톰 시베르그                                                               | 300m 자유소총 복사   | 301  | 16   |
| 톰 시베르그                                                               | 300m 자유소총 슬사   | 272  | 21   |
| 톰 시베르그                                                               | 300m 자유소총 입사   | 275  | 13   |
| 톰 시베르그                                                               | 300m 자유소총 3자세  | 848  | 17   |
| 헬메르 헤르만드센                                                         | 300m 자유소총 복사   | 308  | 10   |
| 헬메르 헤르만드센                                                         | 300m 자유소총 슬사   | 290  | 13   |
| 헬메르 헤르만드센                                                         | 300m 자유소총 입사   | 280  | 9    |
| 헬메르 헤르만드센                                                         | 300m 자유소총 3자세  | 878  | 13   |
| 올라프 프리덴룬트 올레 세테르 올레 외스트모 톰 시베르그 헬메르 헤르만드센 | 300m 자유소총 단체전 | 4290 | 2    |

## 육상
트랙 경기
| 선수        | 세부 종목 | 예선 | 예선 | 준결선 | 준결선 | 패자부활전 | 패자부활전 | 결선      | 결선      |
| 선수        | 세부 종목 | 기록 | 순위 | 기록   | 순위   | 기록       | 순위       | 기록      | 순위      |
| 윙바르 브륀 | 200m      | 불명 | 3    |        |        |            |            | 진출 실패 | 진출 실패 |
| 윙바르 브륀 | 400m      | 불명 | 5    |        |        |            |            | 진출 실패 | 진출 실패 |

### 필드 경기
필드 경기
| 선수                   | 세부 종목    | 예선 | 예선 | 결선 | 결선 |
| 선수                   | 세부 종목    | 기록 | 순위 | 기록 | 순위 |
| 카를 알베르트 안데르센 | 높이뛰기     |      |      | 1.70 | 4    |
| 카를 알베르트 안데르센 | 장대높이뛰기 |      |      | 3.20 | 3    |

## 참고 자료
- Mallon, Bill (1998). 《The 1900 Olympic Games, Results for All Competitors in All Events, with Commentary》. Jefferson, North Carolina: McFarland & Company, Inc., Publishers. ISBN 0-7864-0378-0.